# Mishawn Molina
Mishawn Edelsjen Molina (ur. 16 stycznia 2005) – arubański piłkarz grający na pozycji pomocnika w rezerwach klubu Excelsior Rotterdam.

## Kariera klubowa

### Excelsior Rotterdam II
Molina gra w rezerwach Excelsioru Rotterdam 1 lipca 2023.

## Kariera reprezentacyjna
| Mecze i gole w reprezentacji | Mecze i gole w reprezentacji | Mecze i gole w reprezentacji | Mecze i gole w reprezentacji | Mecze i gole w reprezentacji         | Mecze i gole w reprezentacji | Mecze i gole w reprezentacji | Mecze i gole w reprezentacji   |
| Aruba U-20                   | Aruba U-20                   | Aruba U-20                   | Aruba U-20                   | Aruba U-20                           | Aruba U-20                   | Aruba U-20                   | Aruba U-20                     |
| Lp.                          | Data                         | Miejsce                      | Gospodarz                    | Gość                                 | Wynik                        | Gol                          | Rozgrywki                      |
| ---------------------------- | ---------------------------- | ---------------------------- | ---------------------------- | ------------------------------------ | ---------------------------- | ---------------------------- | ------------------------------ |
| 1.                           | 20.06.2022                   | Tegucigalpa                  | Panama U-20                  | Aruba U-20                           | 5:0                          |                              | Mistrzostwa CONCACAF U-20 2022 |
| 2.                           | 21.06.2022                   | Tegucigalpa                  | Salwador U-20                | Aruba U-20                           | 4:1                          |                              | Mistrzostwa CONCACAF U-20 2022 |
| 2.                           | 23.06.2022                   | Tegucigalpa                  | Gwatemala U-20               | Aruba U-20                           | 2:1                          |                              | Mistrzostwa CONCACAF U-20 2022 |
| Aruba                        |                              |                              |                              |                                      |                              |                              |                                |
| Lp.                          | Data                         | Miejsce                      | Gospodarz                    | Gość                                 | Wynik                        | Gol                          | Rozgrywki                      |
| 1.                           | 11.09.2023                   | George Town                  | Kajmany                      | Aruba                                | 1:2                          |                              | L. N. CONCACAF 2023/2024       |
| 2.                           | 14.10.2023                   | Oranjestad                   | Aruba                        | Wyspy Dziewicze Stanów Zjednoczonych | 3:1                          | Gol                          | L. N. CONCACAF 2023/2024       |